# Aix-en-Diois
Aix-en-Diois foi uma comuna francesa na região administrativa de Auvérnia-Ródano-Alpes, no departamento de Drôme. Estendia-se por uma área de 16,49 km². Em 2010 a comuna tinha 439 habitantes (densidade: 26,6 hab./km²).
Em 1 de janeiro de 2016, passou a formar parte da nova comuna de Solaure-en-Diois.